# منيارة
منيارةهي قرية لبنانية من قرى قضاء عكار في محافظة الشمال. تقع في تجمع للقرى يسمى شفت عكار. ترتفع 170 مترا عن سطح البحر وتمتاز انها قريبة من مركز المحافظة حلبا ومن الجبل وتكثر فيها زراعة الزيتون والكرمة والحمضيات. وما يميز منيارة عن سائر القرى الأخرى انها تقع بين هضبتين وانها ملاذ لبقية القرى الأخرى للتبضع منها وتكثر فيها الملاهي الليلية والحانات والمطاعم ويقام فيها مهرجان سنوي فني وثقافي يهتم الفن والرسم والنحت.
تبعد عن مركز القضاء حلبا مسافة 3 كلم وعن مركز المحافظة طرابلس مسافة 25 كلم. تبعد منيارة حوالي 107 كلم (66.4898 مي) عن بيروت عاصمة لبنان. ترتفع حوالي 200 م (1) (656.2 قدم - 218.72 يارد) عن سطح البحر وتمتد على مساحة تُقدَّر بـ 113 هكتاراً (1.13 كلم²- 0.43618 مي² (2)).

## العائلات
صرّاف - عبود - فرح- نعوس - حيار -سعود - كفروني - منصور - سليمان - ملحم - كرم - النهري - الرباحي - الصباغ - سكر - بردقان - بلوط - سابا -حنا - إبراهيم- أبي إلياس - فاخوري - طرفه - الحزرري - ديب - أيوب - الزهوري - الشويري - الدرزي - طعمة - الحداد - مراد - بيطار - طالب - عيسى - انطون - الخوري - عطية - التولاني - نعمة - حبيب - نخل - الشدياق - النجار- الدوماني

## تاريخ منيارة
يمتد عمر منيارة عن تاريخ 330 سنة عندما استقرت عائلات هجرت سوريا وسكنت فيها ومن ثم توالت العائلات واحدة تلوى الأخرى وكانت في البدء المساحة السكنية عبارة عن ساحة القرية وما حولها من منازل متفرعة وكان الأهالي يعتمدون على الماء بحفر الابار الارتوازية. اما في الزراعة فقد كانوا يزرعون القمح والذرة والحبوب في سهل عكار المجاور للبلدة والزيتون الحمضيات حول مشارف القرية.